# Пословица эпохи Винфрида
«Пословица эпохи Винфрида» (англ. Proverb from Winfrid’s time) — условное название древнеанглийского стихотворения, найденного в составе переписки святого Бонифация (Винфрида); оно относится ко второй половине VIII в. В письме автор-монах побуждает своего корреспондента — высокопоставленного церковника (возможно, самого Винфрида) — скорее завершить начатое и напоминает ему «саксонскую пословицу» (saxonicum uerbum). Стихотворение звучит так:
Oft daedlata domę foręldit,

sigisitha gahuem, suuyltit thi ana.
Стихотворение, наряду с «Предсмертной песнью Беды» считается одним из древнейших памятников английской поэзии. Несмотря на монастырский контекст, стихотворная пословица явно несет на себе следы мирской, языческой этики: слово dom употреблено в значении «слава», а не «Страшный Суд», как в религиозной литературе.